# Europees kampioenschap volleybal mannen 2013
Het Europees kampioenschap volleybal mannen 2013 werd van 20 september tot en met 29 september 2013 georganiseerd in Denemarken en Polen.

## Opzet
De top 6 van het vorige EK plaatste zich rechtstreeks voor het toernooi in 2013. Polen en Denemarken zijn als gastlanden al gekwalificeerd. Daar komen nog negen landen bij die zich via kwalificatietoernooien voor dit EK hebben geplaatst. In de eerste ronde worden de zestien deelnemende ploegen onderverdeeld in vier groepen. De top 3 van elke groep stoot door naar de tweede ronde, waar in twee groepen van zes ploegen wordt gespeeld. Daarbij worden de resultaten van de onderlinge confrontaties uit de eerste ronde ook verrekend. De beste twee ploegen uit beide groepen bereiken de halve finales.

## Gekwalificeerde teams
| Gastlanden       | Via EK 2011                               | Groepswinnaars kwalificatie                                                                                           | Via play-off            |
| ---------------- | ----------------------------------------- | --- | ----------------------- |
| Denemarken Polen | Servië Italië Rusland Slowakije Bulgarije | Wit-Rusland(Groep A) Nederland (Groep B) Tsjechië (Groep C) Finland (Groep D) Duitsland (Groep E) Frankrijk (Groep F) | Slovenië België Turkije |

## Speelsteden
Het toernooi vond plaats in Denemarken en Polen in zes verschillende speelsteden (4 in Denemarken en 2 in Polen). De halve finales en finale werden gespeeld in het Parken in Kopenhagen, Denemarken.
| Odense            | Herning            | Aarhus            | Kopenhagen         | Gdańsk             | Gdynia              |
| Arena Fyn         | Jyske Bank Boxen   | NRGi Arena        | Parken             | Ergo Arena         | Gdynia Sports Arena |
| Capaciteit: 5.000 | Capaciteit: 12.000 | Capaciteit: 5.001 | Capaciteit: 20.000 | Capaciteit: 11.409 | Capaciteit: 5.500   |
| Arena Fyn         | Jyske Bank Boxen   | NRGi Arena        | Parken             | Ergo Arena         | Gdynia Sports Arena |
| ----------------- | ------------------ | ----------------- | ------------------ | ------------------ | ------------------- |

## Groepsfase

### Groep A
|      |             |     | Wedstrijden | Wedstrijden | Sets | Sets | Sets  | Set punten | Set punten | Set punten |
| Rank | Team        | Pts | W           | L           | W    | L    | Ratio | W          | L          | Ratio      |
| ---- | ----------- | --- | ----------- | ----------- | ---- | ---- | ----- | ---------- | ---------- | ---------- |
| 1    | België      | 8   | 3           | 0           | 9    | 3    | 3.000 | 284        | 251        | 1.131      |
| 2    | Italië      | 7   | 2           | 1           | 8    | 4    | 2.000 | 274        | 238        | 1.151      |
| 3    | Denemarken  | 2   | 1           | 2           | 4    | 8    | 0.500 | 249        | 278        | 0.896      |
| 4    | Wit-Rusland | 1   | 0           | 3           | 3    | 9    | 0.333 | 236        | 276        | 0.855      |

| Datum        |             | Score |             | Set 1 | Set 2 | Set 3 | Set 4 | Set 5 | Totaal  |
| ------------ | ----------- | ----- | ----------- | ----- | ----- | ----- | ----- | ----- | ------- |
| 20 sep 17:30 | België      | 3-0   | Wit-Rusland | 25-22 | 25-20 | 25-16 |       |       | 75-58   |
| 20 sep 20:45 | Denemarken  | 0-3   | Italië      | 22-25 | 17-25 | 15-25 |       |       | 54-75   |
| 21 sep 15:00 | Wit-Rusland | 1-3   | Italië      | 25-21 | 13-25 | 21-25 | 17-25 |       | 76-96   |
| 21 sep 18:00 | België      | 3-1   | Denemarken  | 23-25 | 25-23 | 25-16 | 28-26 |       | 101-90  |
| 22 sep 15:00 | Wit-Rusland | 2-3   | Denemarken  | 21-25 | 25-17 | 25-23 | 20-25 | 11-15 | 102-105 |
| 22 sep 18:00 | Italië      | 2-3   | België      | 23-25 | 19-25 | 25-18 | 27-25 | 9-15  | 103-108 |

### Groep B
|      |           |     | Wedstrijden | Wedstrijden | Sets | Sets | Sets  | Set punten | Set punten | Set punten |
| Rank | Team      | Pts | W           | L           | W    | L    | Ratio | W          | L          | Ratio      |
| ---- | --------- | --- | ----------- | ----------- | ---- | ---- | ----- | ---------- | ---------- | ---------- |
| 1    | Frankrijk | 9   | 3           | 0           | 9    | 2    | 4.500 | 276        | 261        | 1.057      |
| 2    | Polen     | 6   | 2           | 1           | 7    | 5    | 1.400 | 283        | 268        | 1.056      |
| 3    | Slowakije | 2   | 1           | 2           | 4    | 8    | 0.500 | 272        | 292        | 0.931      |
| 4    | Turkije   | 1   | 0           | 3           | 4    | 9    | 0.444 | 283        | 293        | 0.966      |

| Datum        |           | Score |           | Set 1 | Set 2 | Set 3 | Set 4 | Set 5 | Totaal  |
| ------------ | --------- | ----- | --------- | ----- | ----- | ----- | ----- | ----- | ------- |
| 20 sep 17:00 | Frankrijk | 3-0   | Slowakije | 25-20 | 35-33 | 28-26 |       |       | 88-79   |
| 20 sep 20:00 | Polen     | 3-1   | Turkije   | 25-22 | 25-15 | 22-25 | 25-21 |       | 97-83   |
| 21 sep 17:00 | Slowakije | 3-2   | Turkije   | 18-25 | 16-25 | 25-20 | 25-21 | 19-17 | 103-108 |
| 21 sep 20:00 | Frankrijk | 3-1   | Polen     | 25-22 | 25-23 | 20-25 | 25-20 |       | 95-90   |
| 22 sep 17:00 | Turkije   | 1-3   | Frankrijk | 21-25 | 23-25 | 25-18 | 23-25 |       | 92-93   |
| 22 sep 20:00 | Slowakije | 1-3   | Polen     | 24-26 | 25-20 | 19-25 | 22-25 |       | 90-96   |

### Groep C
|      |           |     | Wedstrijden | Wedstrijden | Sets | Sets | Sets  | Set punten | Set punten | Set punten |
| Rank | Team      | Pts | W           | L           | W    | L    | Ratio | W          | L          | Ratio      |
| ---- | --------- | --- | ----------- | ----------- | ---- | ---- | ----- | ---------- | ---------- | ---------- |
| 1    | Finland   | 6   | 2           | 1           | 6    | 5    | 1.200 | 258        | 260        | 0.992      |
| 2    | Servië    | 5   | 2           | 1           | 7    | 6    | 1.167 | 266        | 247        | 1.077      |
| 3    | Nederland | 4   | 1           | 2           | 6    | 7    | 0.857 | 280        | 291        | 0.962      |
| 4    | Slovenië  | 3   | 1           | 2           | 5    | 7    | 0.714 | 277        | 283        | 0.979      |

| Datum        |           | Score |           | Set 1 | Set 2 | Set 3 | Set 4 | Set 5 | Totaal |
| ------------ | --------- | ----- | --------- | ----- | ----- | ----- | ----- | ----- | ------ |
| 20 sep 17:00 | Slovenië  | 3-1   | Servië    | 20-25 | 25-23 | 25-22 | 25-19 |       | 95-89  |
| 20 sep 20:00 | Finland   | 3-1   | Nederland | 23-25 | 25-22 | 27-25 | 25-20 |       | 100-92 |
| 21 sep 15:00 | Servië    | 3-2   | Nederland | 19-25 | 18-25 | 25-15 | 25-17 | 15-12 | 102-94 |
| 21 sep 18:00 | Slovenië  | 1-3   | Finland   | 27-25 | 23-25 | 22-25 | 21-25 |       | 93-100 |
| 22 sep 15:00 | Nederland | 3-1   | Slovenië  | 19-25 | 25-19 | 25-22 | 25-23 |       | 94-89  |
| 22 sep 18:00 | Servië    | 3-0   | Finland   | 25-20 | 25-23 | 25-15 |       |       | 75-58  |

### Groep D
|      |           |     | Wedstrijden | Wedstrijden | Sets | Sets | Sets  | Set punten | Set punten | Set punten |
| Rank | Team      | Pts | W           | L           | W    | L    | Ratio | W          | L          | Ratio      |
| ---- | --------- | --- | ----------- | ----------- | ---- | ---- | ----- | ---------- | ---------- | ---------- |
| 1    | Duitsland | 8   | 3           | 0           | 9    | 2    | 4.500 | 267        | 232        | 1.151      |
| 2    | Rusland   | 6   | 2           | 1           | 6    | 4    | 1.500 | 235        | 201        | 1.169      |
| 3    | Bulgarije | 4   | 1           | 2           | 6    | 7    | 0.857 | 288        | 294        | 0.980      |
| 4    | Tsjechië  | 0   | 0           | 3           | 1    | 9    | 0.111 | 184        | 247        | 0.745      |

| Datum        |           | Score |           | Set 1 | Set 2 | Set 3 | Set 4 | Set 5 | Totaal  |
| ------------ | --------- | ----- | --------- | ----- | ----- | ----- | ----- | ----- | ------- |
| 20 sep 17:00 | Rusland   | 0-3   | Duitsland | 20-25 | 23-25 | 19-25 |       |       | 62-75   |
| 20 sep 20:00 | Tsjechië  | 1-3   | Bulgarije | 15-25 | 18-25 | 25-22 | 21-25 |       | 79-97   |
| 21 sep 15:00 | Duitsland | 3-2   | Bulgarije | 36-34 | 20-25 | 21-25 | 25-21 | 15-9  | 117-114 |
| 21 sep 18:00 | Rusland   | 3-0   | Tsjechië  | 25-22 | 25-17 | 25-10 |       |       | 75-49   |
| 22 sep 15:00 | Duitsland | 3-0   | Tsjechië  | 25-13 | 25-23 | 25-20 |       |       | 75-56   |
| 22 sep 18:00 | Bulgarije | 1-3   | Rusland   | 19-25 | 25-23 | 14-25 | 19-25 |       | 77-98   |

## Kampioenschapsronde

### Play-offs
| Datum  | Tijd  |         | Score |            | Set 1 | Set 2 | Set 3 | Set 4 | Set 5 | Totaal  |
| ------ | ----- | ------- | ----- | ---------- | ----- | ----- | ----- | ----- | ----- | ------- |
| 24 sep | 17:00 | Italië  | 3-1   | Nederland  | 24-26 | 25-18 | 25-21 | 25-18 |       | 99-83   |
| 24 sep | 20:00 | Rusland | 3-0   | Slowakije  | 25-20 | 25-14 | 25-21 |       |       | 75-55   |
| 24 sep | 20:00 | Polen   | 2-3   | Bulgarije  | 25-22 | 25-22 | 20-25 | 24-26 | 16-18 | 110-113 |
| 24 sep | 20:00 | Servië  | 3-0   | Denemarken | 25-17 | 25-17 | 25-22 |       |       | 75-56   |

### Kwartfinales
| Datum  | Tijd  |           | Score |           | Set 1 | Set 2 | Set 3 | Set 4 | Set 5 | Totaal |
| ------ | ----- | --------- | ----- | --------- | ----- | ----- | ----- | ----- | ----- | ------ |
| 25 sep | 17:00 | Frankrijk | 1-3   | Rusland   | 17-25 | 25-17 | 22-25 | 21-25 |       | 85-92  |
| 25 sep | 17:00 | Finland   | 1-3   | Italië    | 25-23 | 20-25 | 22-25 | 22-25 |       | 89-98  |
| 25 sep | 20:00 | Duitsland | 1-3   | Bulgarije | 30-28 | 25-27 | 22-25 | 20-25 |       | 97-105 |
| 25 sep | 20:00 | België    | 1-3   | Servië    | 22-25 | 25-22 | 28-30 | 18-25 |       | 93-102 |

### Halve finales
| Datum  | Tijd  |        | Score |           | Set 1 | Set 2 | Set 3 | Set 4 | Set 5 | Totaal |
| ------ | ----- | ------ | ----- | --------- | ----- | ----- | ----- | ----- | ----- | ------ |
| 28 sep | 15:00 | Servië | 1-3   | Rusland   | 19-25 | 26-24 | 23-25 | 15-25 |       | 83-99  |
| 28 sep | 18:00 | Italië | 3-1   | Bulgarije | 19-25 | 25-22 | 25-15 | 25-22 |       | 94-84  |

### Kleine finale
| Datum  | Tijd  |        | Score |           | Set 1 | Set 2 | Set 3 | Set 4 | Set 5 | Totaal |
| ------ | ----- | ------ | ----- | --------- | ----- | ----- | ----- | ----- | ----- | ------ |
| 29 sep | 15:00 | Servië | 3-0   | Bulgarije | 25-22 | 32-30 | 27-25 |       |       | 84-77  |

### Finale
| Datum  | Tijd  |         | Score |        | Set 1 | Set 2 | Set 3 | Set 4 | Set 5 | Totaal |
| ------ | ----- | ------- | ----- | ------ | ----- | ----- | ----- | ----- | ----- | ------ |
| 29 sep | 18:00 | Rusland | 3-1   | Italië | 25-20 | 25-22 | 22-25 | 25-17 |       | 97-84  |

## Eindstand
| Rank   | Team        |
| ------ | ----------- |
| Goud   | Rusland     |
| Zilver | Italië      |
| Brons  | Servië      |
| 4      | Bulgarije   |
| 5      | Frankrijk   |
| 6      | Duitsland   |
| 7      | België      |
| 8      | Finland     |
| 9      | Polen       |
| 10     | Nederland   |
| 11     | Denemarken  |
| 12     | Slowakije   |
| 13     | Slovenië    |
| 14     | Turkije     |
| 15     | Wit-Rusland |
| 16     | Tsjechië    |